# Liste der Kulturdenkmale in Teutschenthal
In der Liste der Kulturdenkmale in Teutschenthal sind alle  Kulturdenkmale der Gemeinde Teutschenthal und ihrer Ortsteile aufgelistet. Grundlage ist das Denkmalverzeichnis des Landes Sachsen-Anhalt, das auf Basis des Denkmalschutzgesetzes des Landes Sachsen-Anhalt vom 21. Oktober 1991 durch das Landesamt für Denkmalpflege und Archäologie Sachsen-Anhalt erstellt und seither laufend ergänzt wurde (Stand: 31. Dezember 2022).
Diese Liste ist eine Teilliste der Liste der Kulturdenkmale im Saalekreis.

## Kulturdenkmale nach Ortsteilen

### Teutschenthal
| Lage                                                               | Bezeichnung         | Beschreibung | Erfassungs- nummer | Ausweisungsart                                | Bild           |
| ------------------------------------------------------------------ | ------------------- | --- | ------------------ | --------------------------------------------- | -------------- |
| Unterteutschenthal (Karte)                                         | Kirche              | Dorfkirche St. Viti, barocker Bruchsteinbau, vom Vorgängerbau aus der 2. Hälfte des 15. Jh. den Westquerturm einbezogen, Schiff mit prächtigem Portal von 1675, Umbau 1740                                                                                | 094 55629          | Baudenkmal                                    | Weitere Bilder |
| Oberteutschenthal (Karte)                                          | Kirche              | Dorfkirche St. Laurentius, im Kern 2. Hälfte 15. Jh., das 1617 erneuerte Schiff um 1750/60 verlängert, Bekrönung Schweifhaube mit Laterne | 094 55638          | Baudenkmal                                    | Weitere Bilder |
| (Karte)                                                            | Wasserturm          | Doppelturm zur Versorgung des Wentzelschen Schlosses, des Parkes und der Gärtnerei | 094 55644          | Baudenkmal                                    | Wasserturm     |
| Am Anger (Karte)                                                   | Brunnen             | Brunnenanlage im Zentrum einer kleinen Siedlung am Ortsrand, erstes Drittel des 20. Jahrhunderts | 094 55637          | Baudenkmal                                    | Weitere Bilder |
| August-Bebel-Hof 1 bis 18 Maerkerstraße 22, 24, 26, 28, 30 (Karte) | Siedlung und Schule | Zwischen 1927 und 1929 im Stil des Neuen Bauens errichtete Wohnsiedlung (Neu-Jerusalem) mit Schule, Schule galt zur Erbauungszeit als modernste Dorfschule Deutschlands, sämtliche Bauten ursprünglich mit Flachdächern, Architekt: Ernst Trommler        | 094 55348          | Denkmalbereich                                | Weitere Bilder |
| Maerkerstraße 30, Teil der Siedlung August-Bebel-Hof               | Schule              | Schule | 094 55348 001      | Teilobjekt eines Denkmalbereichs - Baudenkmal |                |
| Bergstraße 20 (Karte)                                              | Mühle               | Hofanlage mit viergeschossigen Mühlengebäude des 19. Jh. am Würdenbach, Speicher und Wohnhaus vom Beginn des 20. Jh. | 094 55636          | Baudenkmal                                    | BW             |
| Carl-Wentzel-Straße (alt: Hauptstraße) 13b, 22, 24, 28 (Karte)     | Platz               | Häusergruppe, 18./19, Jh., Bebauung an der platzartigen Aufweitung der zum Wentzelschen Schloss führenden Hauptstraße | 094 55640          | Denkmalbereich                                | Weitere Bilder |
| Carl-Wentzel-Straße (alt: Hauptstraße) 30 (Karte)                  | Schloss             | Schloß und Park Teutschenthal, Besitz der Familie Wentzel, repräsentativer Bau aus der Zeit um 1910, ca. 19 ha große Parkanlage mit Wasserbecken und monumentaler Familiengedenkstätte                                                                    | 094 55643          | Baudenkmal                                    | Weitere Bilder |
| Flurstraße 10 (Karte)                                              | Bauernhof           | Ehemaliges Mühlengehöft am Würdenbach, 18./19. Jh. | 094 55645          | Baudenkmal                                    | BW             |
| Friedrich-Henze-Straße (Karte)                                     | Kriegerdenkmal      | Qualitätvolle Anlage eines Denkmals für die Gefallenen des Ersten Weltkriegs mit figürlichen Terrakottareliefs und Inschrift, eingeweiht 1932 | 094 55641          | Baudenkmal                                    | Weitere Bilder |
| Friedrich-Henze-Straße 3 (Karte)                                   | Wohnhaus            | Putzbau mit zurückhaltender Schmuckfassade an der Ortsdurchfahrtsstraße, Mitte des 19. Jh. | 094 55633          | Baudenkmal                                    | Wohnhaus       |
| Friedrich-Henze-Straße 5 (Karte)                                   | Wohnhaus            | Stattlicher Bau an der Ortsdurchfahrtsstraße, 1912 nach Plänen des halleschen Architekten Paul Grempler errichtet | 094 55632          | Baudenkmal                                    | Wohnhaus       |
| Friedrich-Henze-Straße 79 (Karte)                                  | Wohnhaus            | Breitgelagertes Gebäude des 18. Jh., am Wohnhaus zwei Inschrifttafeln mit Datierungen von 1789 und 1839 | 094 55642          | Baudenkmal                                    | Wohnhaus       |
| Karl-John-Straße 16 (Karte)                                        | Wohnhaus            | Lokaltypischer verputzter Fachwerkbau, Wohnhaus eines Gehöfts aus der Zeit um 1800 | 094 55634          | Baudenkmal                                    | Wohnhaus       |
| Karl-John-Straße 52 (Karte)                                        | Pfarrhof            | Stattliches barockes Pfarrhaus mit hohem Mansarddach, Wirtschaftsgebäude | 094 55635          | Baudenkmal                                    | Pfarrhof       |
| Neue Feldstraße 5 Unterteutschenthal (Karte)                       | Schloss Würdenburg  | Herrenhaus, Gutshaus „Würdenburg“, stattlicher Renaissancebau, um 1700 durch Friedrich von Trotha erbaut, 1710 Umbau, Westflügel 1928 verlängert, Turm mit Schweifhaube und Portal 1951 wegen Baufälligkeit abgetragen, April 2019 vollständig abgerissen | 094 55631          | Baudenkmal                                    | Weitere Bilder |
| Poststraße 5 (Karte)                                               | Wohnhaus            | Ziegelbau mit Schmuckfassade, diese durch zweigeschossigen Mittelrisalit mit Zwillingsfenstern gegliedert, erbaut spätes 19. Jahrhundert | 094 55639          | Baudenkmal                                    | Wohnhaus       |

### Asendorf
| Lage | Bezeichnung    | Beschreibung | Erfassungs- nummer | Ausweisungsart | Bild                                                                                                |
| --- | -------------- | --- | ------------------ | -------------- | --------------------------------------------------------------------------------------------------- |
| Am Graben 1 Birnenstraße 1, 2, 3 Obhäuser Straße 13 bis 20, 21a, 21b, 22 bis 25 Schraplauer Straße 13 bis 20 (Karte) | Anger          | Dorfanger mit einigen sehr stattlichen Gehöften der 2. Hälfte d. 20. Jh., an der Westseite Dorfkirche und Kriegerdenkmal                                             | 094 55610          | Denkmalbereich | Anger                                                                                               |
| Birnenstraße 1, 2 Obhäuser Straße 11 (Karte)                                                                         | Bauernhof      | Geschlossene Hofanlage mit stattlichem Wohnhaus zum Dorfplatz, 2. Hälfte d. 19. Jh.                                                                                  | 094 55605          | Baudenkmal     | [[Vorlage:Bilderwunsch/code!/C:51.413681,11.736977!/D:Birnenstraße 1, 2 Obhäuser Straße 11,!/\|BW]] |
| Schraplauer Straße (ehem. Straße des Friedens) Südwestseite des Angers (Karte)                                       | Kirche         | Kirche St. Nikolai, zierlicher Bruchsteinbau an der Westseite des Dorfangers, Westquerturm aus dem mittelalterlichen Vorgängerbau erhalten, Schiff und Chor von 1869 | 094 55607          | Baudenkmal     | Weitere Bilder                                                                                      |
| Schraplauer Straße (ehem. Straße des Friedens) Südlich der Kirche (Karte)                                            | Kriegerdenkmal | Denkmal für die Gefallenen des Ersten Weltkrieges in Form einer Sandsteinsäule mit ionischem Kapitell, darauf Malteserkreuz                                          | 094 55608          | Baudenkmal     | Kriegerdenkmal                                                                                      |
| Schraplauer Straße (ehem. Straße des Friedens) 11, 13 (Karte)                                                        | Bauernhof      | Gehöft aus d. 2. Hälfte des 19. Jh., Wohnhaus 1907 errichtet, am Stallgebäude Engel mit Kartusche und Inschriften 1778 und 1889                                      | 094 55609          | Baudenkmal     | Bauernhof                                                                                           |
| Schraplauer Straße (ehem. Straße des Friedens) 18 (Karte)                                                            | Gutshaus       | Platzbildprägendes Gutshaus am Anger, Anfang d. 20. Jh. unter Einbeziehung des Vorgängerbaus aus dem 19. J. errichtet                                                | 094 55606          | Baudenkmal     | BW                                                                                                  |

### Teutschenthal Bahnhof
| Lage                                                                               | Bezeichnung    | Beschreibung | Erfassungs- nummer | Ausweisungsart | Bild           |
| ---------------------------------------------------------------------------------- | -------------- | --- | ------------------ | -------------- | -------------- |
| Ehemaliger Park der Kaliwerker (Betriebsgelände) (Karte)                           | Denkmal        | Ehrenmal für die beim Bergwerksunglück am 24. Mai 1940 in der Kaligruber Krügershall ums Leben gekommenen Bergleute      | 094 55650          | Kleindenkmal   | BW             |
| Straße der Einheit Grünfläche an der Kreuzung Köchstedter/Wansleber Straße (Karte) | Kriegerdenkmal | Gedenkstein mit Inschrifttafel für die im Ersten Weltkrieg gefallenen Arbeiter des Kaliwerkes Krügershall                | 094 55652          | Kleindenkmal   | Kriegerdenkmal |
| Straße der Einheit Grünfläche an der Kreuzung Köchstedter/Wansleber Straße (Karte) | Denkmal        | Reliefdarstellung eines Bergmanns bei der Arbeit und Kasten mit Proben der in den regionalen Gruben geförderten Gesteine | 094 55651          | Kleindenkmal   | Denkmal        |
| Straße der Einheit 20, 22, 24, 26 Ostseite der Ortsdurchfahrtsstraße (Karte)       | Häusergruppe   | Wohnhäuser der Angestellten der 1905 eröffneten Kalifabrik, anspruchsvolle Bauten mit Garten für leitende Angestellte    | 094 55620          | Denkmalbereich | Weitere Bilder |
| Straße der Einheit 3, 5 Am Bahnübergang (Karte)                                    | Häusergruppe   | Repräsentative Wohnhäuser in städtebaulich exponierter Lage unmittelbar am Bahnhof, Ende des 19. Jh.                     | 094 55621          | Denkmalbereich | Häusergruppe   |

### Benkendorf
| Lage                                     | Bezeichnung          | Beschreibung                                                                                                | Erfassungs- nummer | Ausweisungsart               | Bild           |
| ---------------------------------------- | -------------------- | --- | ------------------ | ---------------------------- | -------------- |
| Rosa-Luxemburg-Straße 9 (Karte)          | Rittergut Benkendorf | Rittergut                                                                                                   | 094 55157          | Baudenkmal                   | Weitere Bilder |
| Rosa-Luxemburg-Straße 9                  | Park                 | Park | 094 55157 001      | Teilobjekt eines Baudenkmals |                |
| Rosa-Luxemburg-Straße 11, 13, 27 (Karte) | Häusergruppe         | Wohnhäuser für Schlossbedienstete am Schlosspark, Fachwerkbauten mit Ziegelmauerung aus dem 19. Jahrhundert | 094 55568          | Denkmalbereich               | Weitere Bilder |

### Beuchlitz
| Lage | Bezeichnung | Beschreibung | Erfassungs- nummer | Ausweisungsart | Bild           |
| --- | ----------- | --- | ------------------ | -------------- | -------------- |
| Ernst-Thälmann-Straße (Karte) | Denkmal     | Sandsteinobelisk, sogen. Kartoffeldenkmal, errichtet zu Ehren des Teschener Friedens 1779, der den Bayerischen Erbfolgekrieg zwischen Österreich und Preußen, den sogen. Kartoffelkrieg, beendete | 094 55565          | Baudenkmal     | Weitere Bilder |
| Ernst-Thälmann-Straße (Karte) | Kirche      | St. Bartholomäus | 094 55160          | Baudenkmal     | Weitere Bilder |
| Ernst-Thälmann-Straße 42, 44, 46, 48, 48a, 50 Unmittelbar an der Ortsdurchfahrtsstraße von Schlettau nach Holleben gelegen (Karte) | Rittergut   | auch Schloss Beuchlitz, kleine Dreiflügelanlage mit Mansardwalmdach, im Erdgeschoss Muschelgrotte, Mitte des 18. Jh., Umbau im 19. Jahrhundert                                                    | 094 55159          | Baudenkmal     | Weitere Bilder |

### Dornstedt
| Lage                                              | Bezeichnung    | Beschreibung | Erfassungs- nummer | Ausweisungsart | Bild           |
| ------------------------------------------------- | -------------- | --- | ------------------ | -------------- | -------------- |
| Platz an der Straße der Deutschen Einheit (Karte) | Kriegerdenkmal | Denkmal, errichtet für die Gefallenen des 1. Weltkrieges | 094 55627          | Baudenkmal     | Weitere Bilder |
| An der Kirche (ehemals Kirchweg) (Karte)          | Kirche         | St. Pankratius | 094 55622          | Baudenkmal     | Weitere Bilder |
| An der Schule 1a Ehemals Schulplatz 1 (Karte)     | Wohnhaus       | Stattliches Wohnhaus, 1902 errichtet, Ziegelbau auf Buchsteinsockel, Mittelrisalit mit Dreiecksgiebel                                                                                 | 094 55626          | Baudenkmal     | Wohnhaus       |
| An der Schule 2 Ehemals Schulstraße (Karte)       | Bauernhof      | großes Gehöft; Wohnhaus, ein aufwendiger Ziegelbau vom Ende des 19. Jh., und 1935 errichtete Ziegelscheune                                                                            | 094 55624          | Baudenkmal     | Bauernhof      |
| An der Schule 13 Ehemals Schulstraße (Karte)      | Wohnhaus       | Spätbarockes Wohnhaus eines kleinen Gehöfts, errichtet 1806, Schmuckportal auf der Hofseite                                                                                           | 094 55625          | Baudenkmal     | Weitere Bilder |
| Mühlweg 17 Anhöhe südwestlich des Dorfes (Karte)  | Mühle          | Kützing-Mühle, Gehöft mit zwei Mühlen, die ältere Mühle nach Brand 1894 neu aufgeführt, die jüngere 1938 als Motormühle auf einem 1927 als Speicher errichteten Ziegelbau aufgestellt | 094 55628          | Baudenkmal     | Weitere Bilder |
| Straße der DSF 1 (Karte)                          | Bauernhof      | Wohnhaus und Stallgebäude eines Gehöftes vom Ende des 19. Jh., ortsbildprägend durch die Lage am Anger                                                                                | 094 55623          | Baudenkmal     | BW             |

### Eisdorf
| Lage                         | Bezeichnung    | Beschreibung | Erfassungs- nummer | Ausweisungsart | Bild           |
| ---------------------------- | -------------- | --- | ------------------ | -------------- | -------------- |
| (Karte)                      | Kirche         | Dorfkirche St. Johannes | 094 55613          | Baudenkmal     | Weitere Bilder |
| Bahnhofsstraße 8 (Karte)     | Bauernhof      | Kleinstgehöft des 18. Jh., Wirtschaftsgebäude mit offener Galerie im Hof                                                                        | 094 55617          | Baudenkmal     | BW             |
| Bennstedter Straße 2 (Karte) | Wohnhaus       | Putzbau des späten 19. Jh. in städtebaulich prägnanter Lage am Ortsausgang Richtung Teutschenthal                                               | 094 55612          | Baudenkmal     | BW             |
| Eisdorfer Straße (Karte)     | Kriegerdenkmal | Denkmal aus Porphyr für die Gefallenen des Deutsch-Französischen Krieges, später für die Gefallenen des Ersten und Zweiten Weltkriegs erweitert | 094 55618          | Baudenkmal     | Weitere Bilder |
| Eisdorfer Straße 5 (Karte)   | Bauernhof      | Stattliches Gehöft aus der 2. Hälfte des 19. Jh. am Ende der Eisdorfer Straße                                                                   | 094 55616          | Baudenkmal     | BW             |
| Eisdorfer Straße 7 (Karte)   | Wohnhaus       | Um 1870 errichtetes Wohnhaus eines größeren Gehöfts, Putzbau mit reich geschmückter Fassade in Neorenaissanceformen                             | 094 55615          | Baudenkmal     | BW             |
| Eisdorfer Straße 18 (Karte)  | Pfarrhof       | Pfarrhaus, verputzter Fachwerkbau südlich der Kirche, errichtet 1699                                                                            | 094 55614          | Baudenkmal     | BW             |

### Etzdorf
| Lage                           | Bezeichnung       | Beschreibung                                 | Erfassungs- nummer | Ausweisungsart | Bild              |
| ------------------------------ | ----------------- | -------------------------------------------- | ------------------ | -------------- | ----------------- |
| Hof 1 (Karte)                  | Rittergut Etzdorf | Vorwerk/Rittergut Etzdorf, Schrödersches Gut | 094 55385          | Baudenkmal     | Rittergut Etzdorf |
| Schachtstraße 7,8,9,10 (Karte) | Häusergruppe      |                                              | 094 76703          | Baudenkmal     | BW                |

### Holleben
| Lage | Bezeichnung          | Beschreibung | Erfassungs- nummer | Ausweisungsart | Bild           |
| --- | -------------------- | --- | ------------------ | -------------- | -------------- |
| (Karte) | Kirche               | Dorfkirche aus der zweiten Hälfte des 12. Jahrhunderts | 094 55155          | Baudenkmal     | Weitere Bilder |
| Burg 1 bis 6, 6a, 7 bis 14 (Karte)                                                                            | Anger                | Weiter Dorfplatz nördlich des Mühlgrabens mit stattlichen Gehöften und Landarbeiterhäusern des 19. Jahrhunderts, vermutlich der historische Kern des Dorfes Holleben | 094 55664          | Denkmalbereich | Anger          |
| Ernst-Thälmann-Straße 80 (Karte)                                                                              | Wohnhaus             | vermutlich abgerissen, stark überwuchertes Grundstück | 094 55161          | Baudenkmal     | BW             |
| Ernst-Thälmann-Straße 94 (Karte)                                                                              | Gasthof              | Gasthaus aus der ersten Hälfte des 19. Jahrhunderts, am Torweg Jahreszahl 1835, heute Wohnhaus                                                                       | 094 55564          | Baudenkmal     | Gasthof        |
| Ernst-Thälmann-Straße 100 (Karte)                                                                             | Bauernhof            | Gehöft des frühen 19. Jahrhunderts, Wohnhaus mit Krüppelwalmdach, angrenzende Fachwerkscheune mit großer Toreinfahrt                                                 | 094 55562          | Baudenkmal     | Weitere Bilder |
| Ernst-Thälmann-Straße 115 (Karte)                                                                             | Wohnhaus             | Gut gestalteter Ziegelbau mit Mittelrisalit, Ziergiebeln und farbig abgesetzten Ziegelbändern, spätes 19. Jahrhundert                                                | 094 55563          | Baudenkmal     | Wohnhaus       |
| Karl-Marx-Straße (Karte)                                                                                      | Kriegerdenkmal       | | 094 55654          | Baudenkmal     | Weitere Bilder |
| Karl-Marx-Straße 1 bis 8, 8a, 9 bis 12, 12a, 13, 17, 19 Mühlenstraße 2, 4, 6, 7, ?, 8, 9a, 13, 15, 17 (Karte) | Straßenzug           | Südlich des Mühlbaches verlaufender Straßenzug mit Schule, Pfarrhaus, Kirche, Mühlenkomplex und zum Teil sehr stattlichen Gehöften des 18. Jahrhunderts              | 094 55158          | Denkmalbereich | Straßenzug     |
| Karl-Marx-Straße 3 (Karte)                                                                                    | Pfarrhof             | Barockes Pfarrhaus von 1758, auf dem Hof hoher quadratischer Taubenturm aus Bruchstein, jüngeres Wohnhaus im Hof 1908 errichtet                                      | 094 55653          | Baudenkmal     | BW             |
| Karl-Marx-Straße 20 (Karte)                                                                                   | Bauernhaus           | | 094 77084          | Baudenkmal     | BW             |
| Mühlenstraße 2 (Karte)                                                                                        | Bauernhof            | Gehöft an der Einmündung der Mühlenstraße in den Burgplatz, Wohnhaus aus dem frühen 18. Jh. und die Bruchsteineinfriedung mit Pforte platzbildprägend                | 094 55655          | Baudenkmal     | BW             |
| Mühlenstraße 4 (Karte)                                                                                        | Wassermühle Holleben | Mühle | 094 55156          | Baudenkmal     | Weitere Bilder |

### Köchstedt
| Lage                | Bezeichnung | Beschreibung                 | Erfassungs- nummer | Ausweisungsart | Bild           |
| ------------------- | ----------- | ---------------------------- | ------------------ | -------------- | -------------- |
| Ortsrand (Karte)    | Kirche      | Heiligkreuz (auch St. Maria) | 094 55040          | Baudenkmal     | Weitere Bilder |
| Am Schloß 1 (Karte) | Gutshaus    |                              | 094 55041          | Baudenkmal     | Weitere Bilder |

### Langenbogen
| Lage                                        | Bezeichnung    | Beschreibung  | Erfassungs- nummer | Ausweisungsart | Bild           |
| ------------------------------------------- | -------------- | ------------- | ------------------ | -------------- | -------------- |
| Lange Straße (Karte)                        | Kirche         | St. Magdalena | 094 55206          | Baudenkmal     | Weitere Bilder |
| Lange Straße (ehem. Leninstraße) (Karte)    | Kriegerdenkmal |               | 094 55550          | Baudenkmal     | Kriegerdenkmal |
| Lange Straße 19 Ehemals Leninstraße (Karte) | Schule         |               | 094 55551          | Baudenkmal     | Schule         |
| Paul-Schmidt-Straße (Karte)                 | Wappentafel    |               | 094 55656          | Baudenkmal     | Wappentafel    |

### Steuden
| Lage                                   | Bezeichnung            | Beschreibung | Erfassungs- nummer | Ausweisungsart | Bild           |
| -------------------------------------- | ---------------------- | --- | ------------------ | -------------- | -------------- |
| (Karte)                                | St. Trinitatis         | Bis auf das 11. Jahrhundert zurückgehende St.-Trinitatis-Kirche, auch als St. Moritz bezeichnet; 1697 umfassend erneuert und erweitert           | 094 55346          | Baudenkmal     | Weitere Bilder |
| (Karte)                                | Kriegerdenkmal Steuden | Hochrechteckiger Gedenkstein mit Lorbeerkranz und Pickelhaube für die Gefallenen der Kriege 1870/71, 1914–1918, 1939–1945                        | 094 55381          | Baudenkmal     | Weitere Bilder |
| Rosa-Luxemburg-Platz 17 (Karte)        | Wohnhaus               | Stattlicher Lehmbau des 18. Jahrhunderts mit hohem Mansarddach                                                                                   | 094 55382          | Baudenkmal     | BW             |
| Straße der Freundschaft 10, 11 (Karte) | Bauernhof              | Wohnhaus von 1818 und Nebengebäude mit Laubengang auf der Hofseite, ortsbildprägend als Eckbebauung im Kreuzungsbereich gegenüber des Dorfangers | 094 55383          | Baudenkmal     | Bauernhof      |
| Teichplatz 5 (Karte)                   | Wohnhaus               | Prägnanter, anspruchsvoller Ziegelbau, erbaut um 1900, Medaillon mit Zirkel und Dreieck an der Giebelseite                                       | 094 55380          | Baudenkmal     | Wohnhaus       |

### Zscherben
| Lage                                                       | Bezeichnung    | Beschreibung                                                                                                | Erfassungs- nummer | Ausweisungsart | Bild           |
| ---------------------------------------------------------- | -------------- | --- | ------------------ | -------------- | -------------- |
| Schacht „Saale“ zwischen Salzstraße und Schachtweg (Karte) | Förderanlage   | Fördermaschinenhaus                                                                                         | 094 97609          | Baudenkmal     | BW             |
| (Karte)                                                    | Kirche         | Dorfkirche St. Cyriakus                                                                                     | 094 55524          | Baudenkmal     | Weitere Bilder |
| (Karte)                                                    | Kriegerdenkmal | 1952 durch den Ortsfriedensverein errichtetes Denkmal für die Gefallenen des Ersten und Zweiten Weltkrieges | 094 55386          | Baudenkmal     | Weitere Bilder |
| Hauptstraße 1 Teutschenthaler Straße 29 (Karte)            | Schulen        | Zwei repräsentative Schulgebäude, 1910 bzw. 1914 errichtet                                                  | 094 55523          | Baudenkmal     | Schulen        |
| Hauptstraße 8b, 9, 16, 30, 31 (Karte)                      | Straßenzug     | Platzartige Aufweitung der Dorfstraße mit stattlichen Wohnhäusern mehrerer Gehöfte                          | 094 55387          | Denkmalbereich | Weitere Bilder |

## Ehemalige Kulturdenkmale nach Ortsteilen
Die nachfolgenden Objekte waren ursprünglich ebenfalls denkmalgeschützt oder wurden in der Literatur als Kulturdenkmale geführt. Die Denkmale bestehen heute jedoch nicht mehr, ihre Unterschutzstellung wurde aufgehoben oder sie werden nicht mehr als Denkmale betrachtet.

### Teutschenthal
| Lage                       | Bezeichnung | Beschreibung | Erfassungs- nummer | Ausweisungsart | Bild |
| -------------------------- | ----------- | ------------ | ------------------ | -------------- | ---- |
| Karl-John-Straße 6 (Karte) | Wohnhaus    |              | 094 55630          |                | BW   |

### Angersdorf
| Lage                           | Bezeichnung | Beschreibung | Erfassungs- nummer | Ausweisungsart | Bild |
| ------------------------------ | ----------- | ------------ | ------------------ | -------------- | ---- |
| Lauchstädter Straße 43 (Karte) | Gasthof     | Zum Schwan   | 094 55027          |                | BW   |

### Bahnhof
| Lage                                                                                  | Bezeichnung  | Beschreibung | Erfassungs- nummer | Ausweisungsart | Bild |
| ------------------------------------------------------------------------------------- | ------------ | --- | ------------------ | -------------- | ---- |
| Güterbahnhof (Karte)                                                                  | Krananlage   | Stückgutkran aus der Zeit von 1870/80, zu unbekanntem Zeitpunkt entfernt, Verbleib unbekannt, 2017 aus dem Denkmalverzeichnis ausgetragen | 094 76874          | Kleindenkmal   | BW   |
| Straße der Einheit 28, 30, 32, 34, 36, 38, 40, 42, 44, 46, 48, 50, 52, 54, 56 (Karte) | Straßenzeile | | 094 55619          |                | BW   |

### Beuchlitz
| Lage                                            | Bezeichnung  | Beschreibung | Erfassungs- nummer | Ausweisungsart | Bild |
| ----------------------------------------------- | ------------ | ------------ | ------------------ | -------------- | ---- |
| Ernst-Thälmann-Straße 1, 3, 5, 7, 9, 11 (Karte) | Straßenzeile |              | 094 55566          |                | BW   |

### Eisdorf
| Lage                          | Bezeichnung | Beschreibung | Erfassungs- nummer | Ausweisungsart | Bild |
| ----------------------------- | ----------- | --- | ------------------ | -------------- | ---- |
| Kirschberg 3, 6, 7, 8 (Karte) | Siedlung    | Im Jahr 2018 wurde die Denkmaleigenschaft wegen Verfalls, Abbruchs aus bauordnungsrechtlichen Gründen oder ungenehmigter Veränderungen aberkannt. | 094 55611          | Denkmalbereich | BW   |

### Etzdorf
| Lage                                                               | Bezeichnung  | Beschreibung | Erfassungs- nummer | Ausweisungsart | Bild |
| ------------------------------------------------------------------ | ------------ | ------------ | ------------------ | -------------- | ---- |
| Schachtstraße 4, 5, 6, 7, 8, 9, 10, 11, 12, 13, 14, 15, 16 (Karte) | Straßenzeile |              | 094 55384          |                | BW   |

### Langenbogen
| Lage                                           | Bezeichnung | Beschreibung   | Erfassungs- nummer | Ausweisungsart | Bild |
| ---------------------------------------------- | ----------- | -------------- | ------------------ | -------------- | ---- |
| Leninstraße 42 (heute Lange Straße 42) (Karte) | Gasthaus    | Deutsches Haus | 094 55552          |                | BW   |

## Legende
In den Spalten befinden sich folgende Informationen:
- Lage: Nennt den Straßennamen und wenn vorhanden die Hausnummer des Kulturdenkmals. Die Grundsortierung der Liste erfolgt nach dieser Adresse. Der Link „Karte“ führt zu verschiedenen Kartendarstellungen und nennt die geographischen Koordinaten.
Link zu einem Kartenansichtstool, um Koordinaten zu setzen. In der Kartenansicht sind Baudenkmale ohne Koordinaten mit einem roten bzw. orangen Marker dargestellt und können in der Karte gesetzt werden. Baudenkmale ohne Bild sind mit einem blauen bzw. roten Marker gekennzeichnet, Baudenkmale mit Bild mit einem grünen bzw. orangen Marker.
- Offizielle Bezeichnung: Nennt den Namen, die Bezeichnung oder zumindest die Art des Kulturdenkmals und verlinkt, soweit vorhanden, auf den Artikel zum Objekt.
- Beschreibung: Nennt bauliche und geschichtliche Einzelheiten des Kulturdenkmals, vorzugsweise die Denkmaleigenschaften.
- Erfassungsnummer: Für jedes Kulturdenkmal wird in Sachsen-Anhalt eine 20stellige Erfassungsnummer vergeben. Die letzten zwölf Ziffern werden für die Untergliederung nach Teilobjekten genutzt und werden nur angegeben, soweit vergeben. In dieser Spalte kann sich folgendes Icon  befinden, dies führt zu Angaben zu diesem Baudenkmal bei Wikidata.
- Ausweisungsart: Die Einordnung des Denkmales nach § 2 Abs. 2 DenkmSchG LSA
- Bild: Ein Bild des Denkmales, und gegebenenfalls einen Link zu weiteren Fotos des Kulturdenkmals im Medienarchiv Wikimedia Commons. Wenn man auf das Kamerasymbol klickt, können Fotos zu Kulturdenkmalen aus dieser Liste hochgeladen werden: